# 印度人 (电影)
印度人（英語：Bharateeyans）是2023年上映于印度的一部印地语动作片，由拉杰编剧和导演。並以中印邊界衝突為劇情主軸。